# 구교도 음모 사건

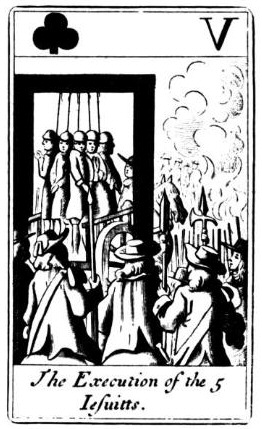
5명의 예수회의 처형

구교도 음모 사건(영어: Popish Plot)은 1678년과 1681년 사이에 반가톨릭 히스테리로 잉글랜드 왕국과 스코틀랜드 왕국을 사로잡았던 티투스 오츠에 의해 만들어진 허구의 음모이다. 오츠는 찰스 2세를 암살하려는 광범위한 가톨릭 음모가 있었다고 주장했고, 이로 인해 최소 22명의 남자들이 처형되었고 배제 법안 위기를 촉발했다. 이 격동의 기간 동안, 오츠는 대중의 두려움과 편집증을 부채질하며 복잡한 비난의 그물을 엮었다. 그러나 시간이 지나면서 실질적인 증거의 부족과 오츠의 증언의 불일치로 인해 그 음모를 밝히기 시작했다. 결국 오츠 자신이 위증 혐의로 체포되었고, 유죄 판결을 받아 음모의 조작된 진실을 자백했다.

## 같이 보기
- 반가톨릭주의